# Cheiracanthium approximatum
Cheiracanthium approximatum là một loài nhện trong họ Miturgidae.
Loài này thuộc chi Cheiracanthium. Cheiracanthium approximatum được Octavius Pickard-Cambridge miêu tả năm 1885.